# Distorção (telecomunicações)
distorção, nas telecomunicações e no processamento de sinais, é a transmissão infiel de sinais, decorrente da atenuação e do deslocamento de fase de diferentes componentes de frequência. Por exemplo, uma onda quadrada fica arredondada ("espalhada") quando transmitida em par trançado. Este tipo de distorção, denominada "distorção linear", pode ser particularmente corrigida no receptor por meio de um equalizador que possua características inversas às do canal.
A distorção pode advir de várias causas, como a troca de funções de mecanismos como um transistor ou amplificador operacional. Pode ser causada também por um componente eletrônico passivo, como o cabo coaxial, a fibra óptica etc.